# Modelos
Modelos is een plaats (freguesia) in de Portugese gemeente Paços de Ferreira en telt 1651 inwoners (2001).